# Абдаллах Насіб
Абдаллах Муса Мусаллам Насіб (араб. عبدالله نصيب; нар. 25 лютого 1994, Акаба) — йорданський професійний футболіст, що грає на позиції центрального захисника в команді Йорданської Про-Ліги «Аль-Хусейн» та національній збірній Йорданії.

## Титули і досягнення
- Чемпіон Йорданії (3):

«Аль-Вахдат»: 2020
«Аль-Хуссейн»: 2023-24, 2024-25
- Володар Суперкубка Йорданії (3):

«Аль-Вахдат»: 2021
«Аль-Хуссейн»: 2024, 2025